# Gaspard Tronchay
Pour les articles homonymes, voir Tronchay.
 (juillet 2025).
Gaspard Tronchay, frère de Baptiste Tronchay, né à Mayenne vers 1524, est un médecin et écrivain français. Il est membre de la famille Tronchay. On possède peu de renseignements sur lui à part ceux fournis par l'avocat Claude Blondeau et par La Croix du Maine qui semble l'avoir connu. Lettré et poète, il était pour Le Paige très docte en grec, latin, françois, grand philosophe et médecin.

## Biographie
Philosophe, il s'adonna aussi à la philologie et tenta de réformer l'orthographe. Sa Grammaire françoise avec une orthographe nouvelle, de son invention, resta malheureusement en portefeuille selon La Croix du Maine. Ce dernier attribue aussi à Baptiste Tronchay un Traité de la Grammaire françoise avec invention. 
Poète, il composa des ouvrages latins et français, en vers et en prose, demeurés inédits. Fort lié avec le poète Jean Antoine de Baïf, il lui dédia un poème intitulé Le Jour. Il  composa sur la santé un poème de 1.208 vers français de seize syllabes, intitulé l' Allégresse selon La Croix du Maine. 
L'avocat Blondeau lui en attribue un, latin, sous le titre de De Sanitate tuenda. Atteint de la fièvre. Il en fit une complainte à Dieu en 262 vers, et la dédia à son confrère le médecin Pierre Pena. 
Les listes doctorales de la faculté de médecine de Paris ne mentionnent pas le nom de Gaspard du Tronchay. Il exerçait pourtant à Paris. Le Paige indique que sa réputation dans la médecine, qu'il exerçait à Paris, donna de la jalousie à Jean Fernel, médecin de Henri II, ce qui engagea Tronchay à aller s'établir à Rennes, où il vivait en 1584, âgé de 60 ans. 
Blondeau, mentionne son fils, Mathurin du Tronchay, sieur de Vautorte, également humaniste, et qui fut, d'après ce biographe, fort considéré à la cour de Henri III de France où il composa, entre autres ouvrages, un livre de L'Instruction des Princes. On trouve son nom parmi ceux des notables qui décidèrent, le 16 avril 1606, l'établissement de l'Église des Capucins de Mayenne. Jacques Tahureau lui a dédié une pièce de vers.